# Enrico I di Świdnica
Enrico I di Świdnica, in polacco Henryk I. Jaworski; ceco Jindřich I. Javorský (1294 circa – 15 maggio 1346), fu signore di Książ e di Jawor; dal 1301 al 1312 fu duca di Świdnica e dal 1312 al 1346 duca di Jauer.
Egli apparteneva alla dinastia dei Piasti ed era figlio del duca di Świdnica Bolko I e della sua consorte, Beatrice († 1316), figlia del margravio Ottone V di Brandeburgo.

## Biografia
Dopo la morte del padre Bolko I, avvenuta nel 1301, i figli Bernardo, Enrico e Bolko erano ancora minorenni. La loro tutela venne assunta dallo zio Ermanno II di Brandeburgo, che affidò il compito relativo al suo capitano Ermanno di Barby (Barboy). Ermanno II di Brandeburgo morì nel 1308, quando era già maggiorenne Bernardo, che assunse la tutela dei due fratelli ancora minorenni. Enrico divenne maggiorenne nel 1312 e ricevette il ducato di Jawor, che ritornò così ad essere autonomo. Nel territorio di suo dominio si trovavano le città di Bunzlau, Hirschberg, Schönau e Löwenberg, alla quale era concesso il privilegio di ospitare un mercato del sale e di battere moneta.
Egli avanzava pretese sull'eredità materna riguardo ad una parte di quella degli Ascanidi di Lausitz, che egli con la loro morte nel 1319 volle far valere. Dato che suo cognato Giovanni possedeva la Marca di Bautzen, egli riuscì ad ottenere solo il territorio di Görlitz, che consisteva nella periferica Görlitz, Lubań e il Queiskreis come anche città e territorio di Zittau con le rocche di Oybin e di Rohnau sui monti di Zittau.
Solo nel 1325 Giovanni di Lussemburgo confermò formalmente, di fronte al sovrano tedesco Ludovico il Bavaro, la proprietà di Enrico sulla parte orientale dell'Oberlausitz, comprendente Görlitz, Żary, Senftenberg e Lubań, ove Enrico già nel 1320 aveva fondato l'abbazia dell'Ordine di Santa Maria Maddalena. Görlitz, per la quale egli ricevette in compensazione l'usufrutto a vita di Trutnov, già nel 1329 dovette essere resa al re Giovanni, che egli aveva riconosciuto come feudatario, mentre egli ottenne in pegno fino al 1337 la città ed il territorio di Zittau. Con un contratto di quell'anno Enrico s'impegnò a difendere la Boemia contro qualsiasi nemico. Parimenti egli s'impegnò, qualora non avesse potuto aver figli, di trasferire per testamento a Giovanni di Boemia le sue proprietà intorno a Lausitz. In compenso Enrico ricevette l'usufrutto per Głogów e Kąty Wrocławskie. Con la sua morte, avvenuta nel 1346, città e dintorni di Zittau andarono alla Corona di Boemia,, come pure la regione del Queiskreis, e Glogau e Kanth.
Dopo la sua morte, in base ad un accordo stipulato già nel 1345, il nipote Bolko II gli subentrò nella titolarità del ducato di Jauer.

## Matrimonio e discendenza

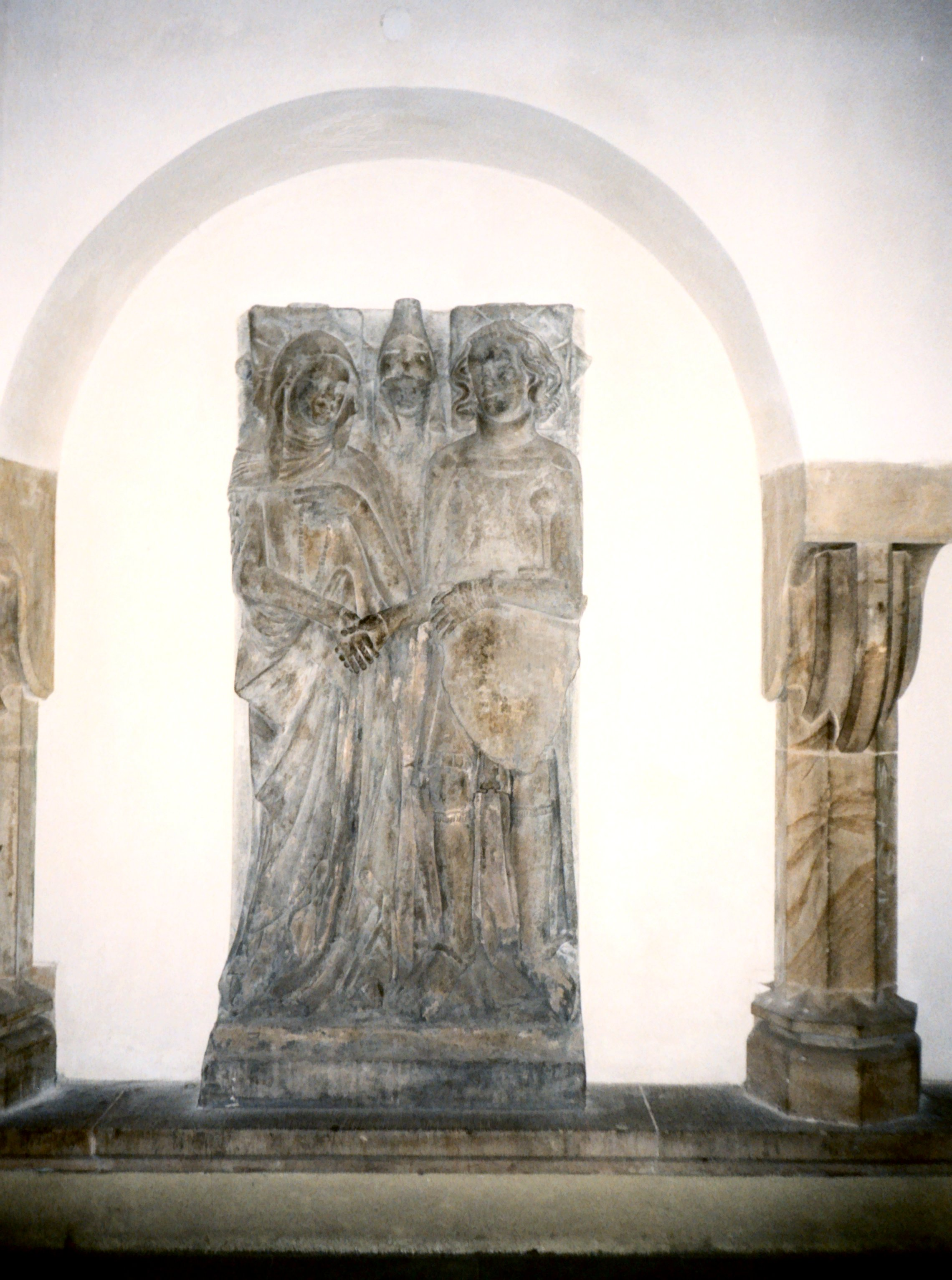
Monumento funerario di Enrico I e della sua consorte Agnese a Lwówek Śląski.

Nel 1316 Enrico sposò la přemislide Agnese (1305 - 1337), una delle figlie del re boemo Venceslao II e di Elisabetta Richza di Polonia. Agnese era sorellastra di Elisabetta, che aveva sposato Giovanni I di Boemia, che era così divenuto cognato di Enrico. Agnese aveva portato in dote il pegno su Hradec Králové e sulla Rocca di Tzschocha.
Dal matrimonio non nacquero figli. 

## Ascendenza
|                         |   |                        | Genitori              |  |  | Nonni |  |  | Bisnonni         |  |  | Trisnonni           |  |
|                         |   |                        |                       |  |  |       |  |  | Enrico II il Pio |  |  | Enrico I il Barbuto |  |
|                         |   |                        |                       |  |  |       |  |  | Enrico II il Pio |  |  | Enrico I il Barbuto |  |
|                         |   | Edvige di Andechs      |                       |  |  |       |  |  | Enrico II il Pio |  |  |                     |  |
| Boleslao II di Slesia   |   |                        |                       |  |  |       |  |  | Enrico II il Pio |  |  |                     |  |
|                         |   | Anna di Boemia         | Ottocaro I di Boemia  |  |  |       |  |  |                  |  |  |                     |  |
|                         |   | Anna di Boemia         | Ottocaro I di Boemia  |  |  |       |  |  |                  |  |  |                     |  |
|                         |   | Anna di Boemia         | Costanza d'Ungheria   |  |  |       |  |  |                  |  |  |                     |  |
| Bolko I di Świdnica     |   | Anna di Boemia         |                       |  |  |       |  |  |                  |  |  |                     |  |
|                         |   | Enrico I di Anhalt     | Bernardo di Sassonia  |  |  |       |  |  |                  |  |  |                     |  |
|                         |   | Enrico I di Anhalt     | Bernardo di Sassonia  |  |  |       |  |  |                  |  |  |                     |  |
|                         |   | Enrico I di Anhalt     | Brigitta di Danimarca |  |  |       |  |  |                  |  |  |                     |  |
| Edvige di Anhalt        |   | Enrico I di Anhalt     |                       |  |  |       |  |  |                  |  |  |                     |  |
|                         |   | Ermengarda di Turingia | Ermanno I di Turingia |  |  |       |  |  |                  |  |  |                     |  |
|                         |   | Ermengarda di Turingia | Ermanno I di Turingia |  |  |       |  |  |                  |  |  |                     |  |
|                         |   | Ermengarda di Turingia | Sofia di Wittelsbach  |  |  |       |  |  |                  |  |  |                     |  |
| Enrico I di Świdnica    |   | Ermengarda di Turingia |                       |  |  |       |  |  |                  |  |  |                     |  |
|                         | … | …                      |                       |  |  |       |  |  |                  |  |  |                     |  |
|                         | … | …                      |                       |  |  |       |  |  |                  |  |  |                     |  |
|                         | … | …                      |                       |  |  |       |  |  |                  |  |  |                     |  |
| Ottone V di Brandeburgo | … |                        |                       |  |  |       |  |  |                  |  |  |                     |  |
|                         |   | …                      | …                     |  |  |       |  |  |                  |  |  |                     |  |
|                         |   | …                      | …                     |  |  |       |  |  |                  |  |  |                     |  |
|                         |   | …                      | …                     |  |  |       |  |  |                  |  |  |                     |  |
| Beatrice di Brandeburgo |   | …                      |                       |  |  |       |  |  |                  |  |  |                     |  |
|                         |   | …                      | …                     |  |  |       |  |  |                  |  |  |                     |  |
|                         |   | …                      | …                     |  |  |       |  |  |                  |  |  |                     |  |
|                         |   | …                      | …                     |  |  |       |  |  |                  |  |  |                     |  |
| …                       |   | …                      |                       |  |  |       |  |  |                  |  |  |                     |  |
|                         |   | …                      | …                     |  |  |       |  |  |                  |  |  |                     |  |
|                         |   | …                      | …                     |  |  |       |  |  |                  |  |  |                     |  |
|                         |   | …                      | …                     |  |  |       |  |  |                  |  |  |                     |  |
|                         |   | …                      |                       |  |  |       |  |  |                  |  |  |                     |  |